# Käyrävuopio
Käyrävuopio är en sjö i Kiruna kommun i Lappland och ingår i Torneälvens huvudavrinningsområde. Sjön har en area på 0,699 kvadratkilometer och ligger 430 meter över havet.

## Delavrinningsområde
Käyrävuopio ingår i det delavrinningsområde (754634-167696) som SMHI kallar för Utloppet av Käyrävuopio. Medelhöjden är 466 meter över havet och ytan är 5,95 kvadratkilometer. Det finns inga avrinningsområden uppströms utan avrinningsområdet är högsta punkten. Vattendraget som avvattnar avrinningsområdet har biflödesordning 3, vilket innebär att vattnet flödar genom totalt 3 vattendrag innan det når havet efter 412 kilometer. Avrinningsområdet består mestadels av skog (64 procent) och sankmarker (23 procent). Avrinningsområdet har 0,79 kvadratkilometer vattenytor vilket ger det en sjöprocent på 13,2 procent.